# YBCきょうのニュース
『YBCきょうのニュース』（ワイビーシーきょうのニュース）は、山形放送テレビでかつて放送されていたローカルニュース番組。本番組以降、タイトルは日本テレビの全国ニュース番組と共有化（日テレは『NNN6:30きょうのニュース』）している。放送期間は1984年4月2日から1988年4月1日まで。なお、初期のタイトルは『YBC6:00きょうのニュース』（ワイビーシーろくまるまるきょうのニュース）であり、日テレの『きょうのニュース』のタイトルロゴを流用したものが番組ロゴとして使用されていた。

## 概要
それまでの『YBCニュースToday』が15分拡大し、18:00 - 18:30までの放送と同時にキャスターも男性アナウンサーと女性アナウンサーの2人に変わっている（それまでは男性アナウンサー1人の担当だった）。番組開始から3年間は山形県内のニュース専門の番組であったが、1987年10月、全国ニュース番組の『NNNライブオンネットワーク』を内包・統合し、18:55まで時間を延長した。その後、『NNNライブオンネットワーク』の終了に合わせて番組も終了。1988年4月スタートの『YBCニュースプラス1』に番組は引き継がれた。

## 補足
1986年9月29日、全国ニュース枠が『NNN6:30きょうのニュース』から『NNNライブオンネットワーク』に変わったが、この番組も同年同月から1987年1月9日の間だけ、『YBCライブオンネットワーク』に一時的な変更をしたことがあった。しかし、受け入れられなかったことや覚えづらかったこと、日テレ発の『ライブオンネットワーク』が低視聴率だったのに加え、県内視聴者から「『きょうのニュース』に戻して欲しい」という要望があったため、1987年1月12日から『YBCきょうのニュース』にタイトルを直し、最終回まで流した。なお、『きょうのニュース』への再改題後には、独自のタイトルロゴが使用された。
| YBCテレビ（NNN） 平日夕方のYBCニュース（1984.4 - 1988.3） | YBCテレビ（NNN） 平日夕方のYBCニュース（1984.4 - 1988.3）                 | YBCテレビ（NNN） 平日夕方のYBCニュース（1984.4 - 1988.3）             |
| 前番組                                                    | 番組名                                                                    | 次番組                                                                |
| --------------------------------------------------------- | ------------------------------------------------------------------------- | --------------------------------------------------------------------- |
| YBCニュースToday （1983.7 - 1984.3）                      | YBC6:00きょうのニュース ↓ YBCライブオンネットワーク ↓ YBCきょうのニュース | YBCきょうのニュース・プラス1 ↓ YBCニュースプラス1 （1988.4 - 2006.3） |